# Каировское
Каировское (каз. Қайыр?) — озеро в Узункольском районе Костанайской области Казахстана. Находится в 5 км к северо-западу от села Речное (быв. свх им. Чапаева).
По данным топографической съёмки 1944 года, площадь поверхности озера составляет 1,2 км². Наибольшая длина озера — 1,8 км, наибольшая ширина — 0,9 км. Длина береговой линии составляет 4,2 км, развитие береговой линии — 1,07. Озеро расположено на высоте 157,7 м над уровнем моря.